# Aubertiana unidentator
Aubertiana unidentator är en stekelart som först beskrevs av Aubert 1964.  Aubertiana unidentator ingår i släktet Aubertiana och familjen brokparasitsteklar. Inga underarter finns listade.